# 武平镇 (百色市)
武平乡，是中华人民共和国广西壮族自治区百色市靖西市下辖的一个乡镇级行政单位。

## 行政区划
武平乡下辖以下地区：
武平村、果良村、渠来村、弄广村、巡马村、义兴村、栋本村、安本村、立录村、多纳村、六合村、凌安村、凌结村、凌兰村、大道村、弄贴村、马亮村、金色村、华表村、万隆村、仙奉村和凌爱村。